# Luc Royle
Luc Royle, född 6 april 2003, är en brittisk kanotist som tävlar i kanotslalom.

## Karriär
Vid U23-EM 2024 i Kraków tog Royle brons i lagtävlingen i C1 tillsammans med Edward McDonald och Kurts Rozentals. Vid EM 2025 i Vaires-sur-Marne tog han guld i lagtävlingen i C1 tillsammans med Adam Burgess och Ryan Westley.